# Seututie 111
Pour les articles homonymes, voir Route 111.
La route régionale 111 (finnois : Seututie 111)  est une route régionale dans la municipalité de Raasepori en Finlande,,.

## Présentation
La route régionale 111 est une route régionale d'Uusimaa.
Elle traverse l'agglomération de Karjaa, le village de Tenala, puis le village de Pojo. 
Elle mesure environ 20 kilomètres de long.